# Bitva u Poltavy
Bitva u Poltavy byla rozhodující a největší bitvou Severní války. Ruská vojska vedená carem Petrem Velikým zde 8. července (podle juliánského kalendáře, používaného v Rusku, 27. června, podle švédského kalendáře 28. června) 1709 s velkou převahou porazila švédská vojska, v jejichž čele stál švédský král Karel XII. a maršál Carl Gustaf Rehnskiöld.

## Pozadí
Roku 1700 začala tzv. Severní válka mezi Ruskem, Dánskem, Polskem a Saskem na jedné straně a Švédskem, které po jistou dobu podporovala Osmanská říše, na straně druhé. Její rozhodující fáze probíhala souběžně s válkami o španělské dědictví, a byla tak mimo centrum pozornosti tehdejšího světa, ačkoliv její význam byl minimálně srovnatelný.
30. listopadu roku 1700 utrpěla ruská vojska porážku v bitvě u Narvy a Rusko se nadlouho z bojových akcí stáhlo. Car Petr I. však zahájil modernizaci, a to jak ve výzbroji, tak i v taktice vedení boje. V srpnu roku 1707 zahájil švédský král Karel XII. pozvolné tažení do Ruska; později se k němu přidal záporožský hejtman Ivan Mazepa s částí kozáků, pod příslibem záporožské nezávislosti. Ruská vojska se boji převážně vyhýbala a takticky ustupovala. Švédové byli nuceni přezimovat v poli a zakoušeli veškeré obtíže ruské zimy, jejíž následky je oslabovaly. Přes některá vítězství (např. v bitvě u Charkova) znamenala bitva u Lesné (poblíž běloruského Mohyleva) v září 1708 porážku generála Lewenhaupta a zničení švédské zásobovací kolony. V červnu roku 1709 začal Karel obléhat Poltavu. Při bitvě na řece Vorskla byl Karel postřelen a velení převzal polní maršál Rehnskiöld. Mezitím se car vydal na pomoc Poltavě. Tentokrát už Rusové byli zkušenější než u Narvy a měli větší šance na vítězství; jejich vojáci dorazili vbrzku a na sever od Poltavy vybudovali opevněný tábor.

## Bitva

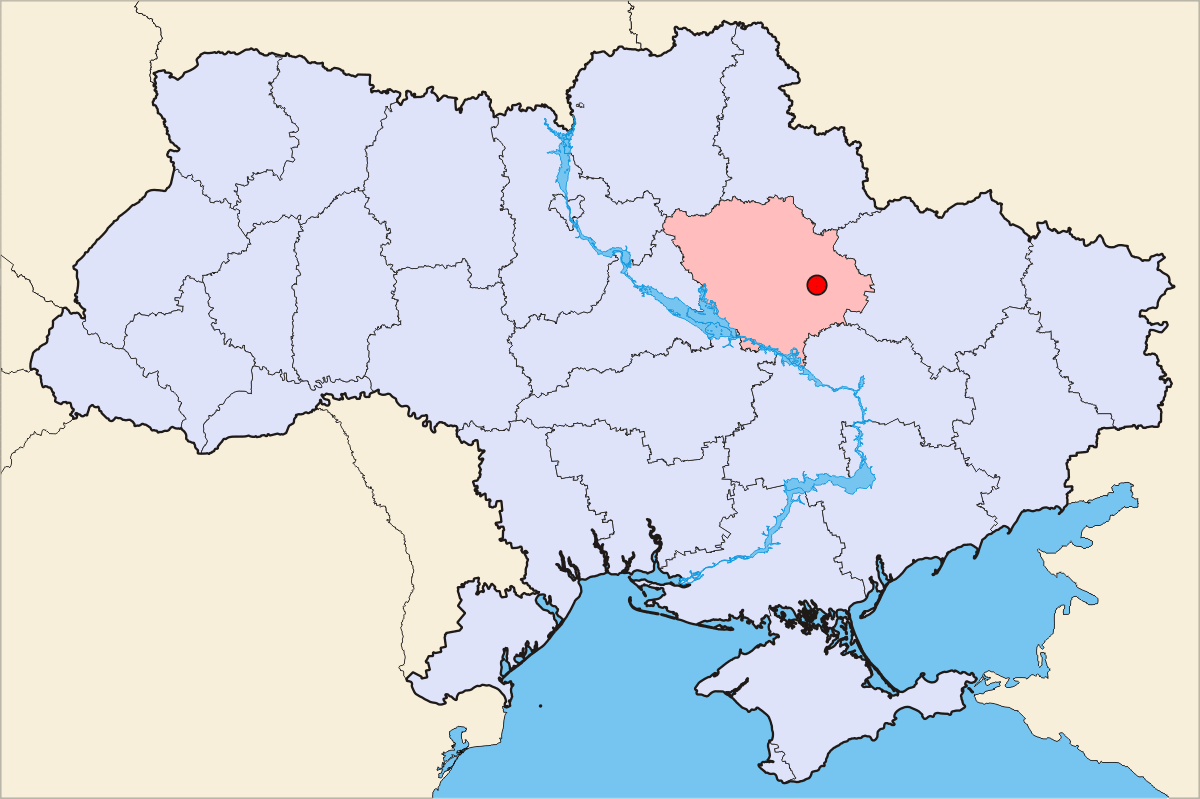
Poloha Poltavy na dnešní Ukrajině

V noci na 27. června / 8. července se začali Švédové připravovat k útoku. Za úsvitu zaútočili na ruské pevnůstky, z nichž některé obsadili; začal tuhý boj. Mezitím generál Alexandr Menšikov vedl silný jízdní útok, ale postavil se mu Rehnskiöld se svými muži. Brzy bylo ukořistěno 14 švédských standart, ale ruská jízda byla odražena. Poté švédská pěchota na levém křídle obsadila otevřený prostor za pevnůstkami proti Petrovu táboru. Mezitím Lewenhaupt napadl ruský tábor, dokud nebyl odvolán Rehnskiöldem, aby zaujal místo s ostatní armádou. Nakonec se k ní připojil. Kolem šesté hodiny ranní se švédské síly chystaly zaútočit na ruský tábor. Generál Roos, útočící na pevnůstky, byl mezitím obklíčen a vzdal se. Rehnskjöld nakonec zaútočil na Rusy. Ruskému vítězství, již tak téměř jistému, napomohly 3 tisíce Kalmyků, kteří přispěchali před koncem bitvy. Po těžkém boji byly zbytky švédské armády zahnány na útěk na břeh Dněpru, k místu zvanému Perevoločna, kde Švédové 10. července kapitulovali. Rehnskiöld i Lewenhaupt padli do zajetí, v němž zůstali do konce života (1718, resp. 1719).

## Následky

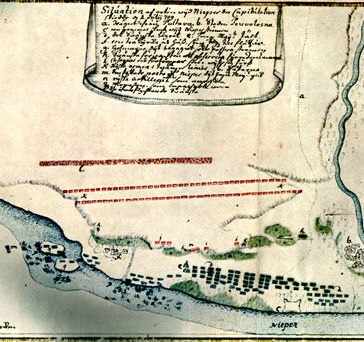
Kapitulace u Perevoločné (červeně: Rusové, modře: Švédové)

Bitva u Poltavy znamenala přelom v celé Severní válce: Rusko získalo převahu nad Švédskem a stalo se tak skutečnou evropskou velmocí, zatímco Švédsko po století, kdy výrazně určovalo evropské dějiny, čekal úpadek. Bitva u Poltavy byla vedle bitvy u Kircholmu nejhorší porážkou švédských dějin.
Švédové ztratili okolo 10 000 mužů; Rehnskiöld a Lewenhaupt padli do ruského zajetí. Král Karel XII. za pomoci Ivana Mazepy mohl prchnout s několika tisíci muži do moldavské pevnosti Bendery (tehdy součást Osmanské říše). Válka skončila roku 1721 konečnou porážkou Švédska.

## Zajímavosti
- V Poltavě, dnes jednom z oblastních měst Ukrajiny, byl zřízen památník a muzeum poltavské bitvy. V ukrajinštině a ruštině se vžilo rčení „dopadl jak Švédové u Poltavy“, podobné českému „jak sedláci u Chlumce“.

- V roce 2012 švédská metalová skupina Sabaton složila píseň Poltava, pojednávající o této bitvě.